# Kinderbeauftragter
Kinderbeauftragte vertreten die Interessen von Kindern. Sie planen, koordinieren und kontrollieren städtische Aktivitäten zur Erhöhung der Kinder- und Familienfreundlichkeit bzw. passen auf, dass die Stadt kinderfreundlich bleibt. Sie geben aber auch Impulse für einen kinder- und familienfreundlichen Wirtschaftsstandort oder stellen Bedürfnisanalysen von Kindern und Familien in der jeweiligen Stadt auf. Städtische Gremien werden in Kinderangelegenheiten beraten. Mit Verbänden und Institutionen, die in der Kinder- und Jugendarbeit tätig sind, wird zusammengearbeitet.
Sprechstunden für Kinder, Jugendliche und Eltern werden von ihnen angeboten. Sowohl Kinder als auch Erwachsene können sich bei Problemen an sie wenden. Erwachsene erhalten auch Informationen, wie sie sich aktiv für mehr Kinderfreundlichkeit einsetzen können. Kinder werden beraten und anwaltschaftlich unterstützt.
Kinderbeauftragte gibt es zum Beispiel in Dresden, Stuttgart und München. Erste Stadt in Niedersachsen mit einer Kinderbeauftragten ist Salzgitter.
Die Stellen der Kinderbeauftragten sind zumeist direkt den Hauptverwaltungsbeamten unterstellt.
In Sachsen-Anhalt gibt es einen Kinderbeauftragten des Landes. Er ist dem Sozialministerium angegliedert. Ähnlich ist es in Hessen.